# تامزاوروت
تامزاوروت أو تمزوروت (بالإنجليزية: Tamzaourout)‏  بلدة مغربية تقع على بعد 1500 متر من مركز فم زكيد  على الضفة اليمنى للوادي بإقليم طاطا، وتدخل من الناحية الإدارية في نطاق باشوية فم زكيد، فتمزوروت تعود لقرون بعيد وعديدة. نجد الكلمة باللغة المحلية «تشلحيت» الأولى في المنطقة إلى جانب توريرت نتلاس التي تبعد عنها ب 35 كلم.

## التسمية
هناك روايتان يمكن اعتمادهما في معرفة أصل تسمية «تمزوروت»:
- الرواية الأولى وهي أنها تمزوروت تعني «الأولى» أي أنها أول من استقر وحط الرحال بالمنطقة وهذا واضح من خلال البنايات التليدة والعريقة للقصبة وتعدد المقابر التي تعود إلى الزمن الغابر.
- الرواية الثانية فالإسم الأمازيغي «تمزوروت» يعني باللغة العربية «الزاوية» ويتجلى هذا من خلال كثرة أضرحة الأولياء والصالحين (سْدي سماعيل، سْدي الحسيْن، سْدي المُغيث، سْدي الظاهر، سْدي عبد الناصر، سْدي بوسلهام، سْدي عبد الله أُسْليمان، سْدي....)والتي كانت إلى عهد قريب مزارا ومحجا قصد التبرك والإستشفاء.

## مراحل البناء
يعزى تنقل السكان إلى عوامل أمنية للبحث دوما عن الأماكن الآمنة. العامل الاقتصادي للبحث عن توسيع الأراضي الزراعية والقرب من منابع المياه ولهذه الاسباب تم إنشاء تمزوروت على هذا النمط من البناء على هضبة يحيط بها من الجهة الشمالية والغربية جبل باني ومن الشرق الأراضي الزراعية ومن الجنوب سفح الجبل حسب الروايات الشفوية. يرجع الفضل في اختيار هذا الموقع إلى الوالي الصالح «سيدي الحسن اعلي» الذي ينحدر من «مواس» ويقطن ب «تسلالوت».
مرت تمزوروت بمراحل عدة قبل تشييد البنايات الواضحة التي عليها الآن. 
1. المرحلة الأولى «مهدية» نجد بها اثار بنايات بسيظة تتالف منالاحجار والطين وبقايا مقابر تعود لزمن بعيد.
2. المرحلة الثانية «أمين البرج» معناه مدخل البرج عبارة عن اطلال متفرقة وسط الحقول.
3. المرحلة الثالثة «اغرم نكران» يقصد به قصر البستان عبارة عن بنايات من الحجر مغطاة بجريد النخيل تشبه الخيام. كان الإنسان التمزوروتي في هذه الفترة يستعمل المواد التي توفرها له المنطقة والتي تناسب الظروف الطبيعية والمناخية.
4. المرحلة الرابعة «أمين تسوكت» يقصد بها مدخل الأزقة، وهو عبارة عن بنايات بداخل أزقة ضيقة تتالف من اللوح والطين يتوسطها مكان لتجميع المياه يسمى «تنضفي».
5. المرحلة الخامسة «كركما» يُقصد به منشات بين المنازل فوق الهضبة الصغيرة.

### الأبواب والأبراج
تم إنشاء تامزاوروت على شكل دائري اتخذت المنازل الضفتين سورا للبلدة كما أن حائطها الخارجي ذو هندسة حربية، حيث توجد ثقوب تتميز بصغرها استُحدثت للمراقبة. كما يوجد مجموعة من المنافذ الصغيرة تمر بها الساكنة لها أسماء تعرف بها تسمى «بتميميت»، فيوجد منفذ «برايم اولحسن» يوجد في القبلة ومنفذ «ايت ابياز» يطل على الواحة. كما تم إنشاء عدة أبواب كبيرة لكل باب اسم خاص باب:
1. «امين الدرب نايت ابرايم» يطل على جبل باني.
2. باب «امين الدرب نايت مخشون» وباب «امين الدرب نايت مسعود» يطلان على الواحة معا.
3. بالإضافة إلى أبراج: "برج قيلي "و برج نايت اكرام" لهذه الأبواب
4. وأبراج لحراس خصيصون يتقاضون أجورهم من الزكاة والاعشار.

أما الواجهة الداخلية فيتميز السكن فيها بضيق أزقته، والبعض منها مًغطى، ومن أهم خصائصه بناؤه بمواد محلية صرفة كالاحجار والطين المتواجد بكثرة في المنطقة وأعمدة من النخيل وجريدالنخل والقصب. كما تتميز الغرف المكونة للمنازل بتشابهها.

### الخزائن
أما الوسط فبه خزائن تسمى «خزائن اكدير»، لكل أسرة نصيب منها تضع فيها كل ما يمكن أن يتعرض للسرقة والضياع سواء من المعادن كالفضة أو الذهب أو المنتوجات الفلاحية كالقمح والشعير والحناء والذرة. ولهذه الخزائن حراس يزاولون عدة مهام منها الحراسة من جهة، والبيع والشراء من جهة ثانية. بجوار الخزائن توجد«الزاويت» وهي عبارة عن منزل كبير له طبقتين، طابق للضيافة وآخر في الأسفل سجن للمذنبون المنحرفون واللصوص يطلق عليه اسم «امزواك».

### السرداب
تم إنشاء ما يسمى «بتمتريريت» وهو سرداب تحث الأرض يبتدئ من وسط البلدة إلى بئر خارج السور عن بعد 150 متر يلجا اليه الناس أثناء الحروب وبقيت معالمه إلى يومنا هذا. 

## حديثا
مع بداية الثمانينات شهد السكان حركة انتقالية واسعة النطاق ويعزى ذلك إلى تعرض البنايات للهدم. كانت البنايات العتيقة مختلفة كليا عن البنايات الحالية الحديثة من حيث التصميم ومواد البناء. 
أما بالنسبة للتجهيزات العمومية قبل إنشاء شبكة الماء الصالح للشرب وشبكة الكهرباء، فكان يتم الاعتماد قديما على الساقية للريّ، وعلى القنديل الزيتي ومصابيح الغاز للإضاءة.